# Шедин, Энн
Энн Шедин (англ. Anne Schedeen, род. 8 января 1949, Портленд, Орегон, США) — американская актриса, наиболее известная по роли Кейт Таннер в сериале «Альф».

## Биография
Энн Шедин родилась в Портленде, штат Орегон. Её мать, Бетти Джейн (урождённая Мур) также была уроженкой Портленда. Её отцом был Роланд Э. «Поли» Шедин, фермер и бывший сенатор штата Орегон шведского происхождения. У Шедин есть младшие брат и сестра: сестра Сарабет и брат Тони; а также один старший сводный брат Бринкли (1946–2009) от первого брака её матери.
Шедин описывала себя как ребенка-интроверта: «Я была такой замкнутой девочкой, что пряталась под скатертью обеденного стола и просто слушала взрослых». Из-за её крайней застенчивости мать Шедин записала её в молодёжные театральные классы, чтобы помочь ей «привыкнуть к миру». Шедин училась и выступала с Городским театром Портленда. Шедин выросла на ферме за пределами Грешема, штат Орегон, и училась в средней школе Грешема, которую окончила в 1967 году. После школы Энн Шедин училась в Университете штата Орегон в Портленде, а затем в колледже Форт Райт в Топпенише, штат Вашингтон. Её первая профессиональная актерская работа была в вечернем театре на острове Кауаи на Гавайях. Впоследствии она переехала в Нью-Йорк, чтобы продолжить актёрскую карьеру.
В Нью-Йорке Шедин сначала работала в летнем сезонном театре и рекламе, прежде чем подписать актёрский контракт с Universal Pictures, после чего переехала в Лос-Анджелес. 
С 1986 по 1990 год Шедин исполняла роль Кейт Таннер в ситкоме NBC «Альф», ставшую наиболее известной в её актёрской карьере.

## Личная жизнь
В 1984 году вышла замуж за актёра Кристофера Баррета. В 1989 году у них родилась дочь Тейлор. Время от времени даёт уроки актёрского мастерства артистам комедии.